# Zunftverfassung
Zunftverfassungen waren eine mögliche Verfassung mittelalterlicher Reichsstädte. Die Zunftverfassungen beteiligten die Handwerker (Zünfte) an der Regierung der Städte.

## Geschichte
Spannungen in der adligen und kaufmännischen Führungsschicht führten im 13. Jahrhundert in vielen Städten im Heiligen Römischen Reich zu einer Revolution der Zünfte gegen die zumeist im Rat vertretenen Patrizier, die mit dem florierenden Fernhandel zu Reichtum gelangt waren. Das sogenannte „Geschell der Müllenheim und Zorn“ in Straßburg am 20. Mai 1332, in deren Folge die Stadtadelsvorherrschaft gestürzt wurde, führte in der Folge zu einer Zunftverfassung. Die Brunsche Zunftverfassung ist ein weiteres Beispiel für eine solche Zunftverfassung, die zwischen 1336 und 1798 in Zürich galt. In Augsburg gab es 1368 einen Aufstand der städtischen Handwerker, der ebenfalls zur Einführung einer Zunftverfassung führte.
Im Jahr 1548 veranlasste Kaiser Karl V. im Gefolge des Augsburger Interims die Abschaffung der in den meisten Reichsstädten bestehenden alten Zunftverfassungen, da er diese für die Ausbreitung der Reformation verantwortlich machte. Der kaiserliche Beauftragte Heinrich Has ersetzte sie durch neue, patrizisch dominierte Stadtverfassungen nach dem Vorbild von Nürnberg, die sogenannten Hasenräte.
In oberdeutschen Reichsstädten wie Ulm, Reutlingen, Überlingen und Pfullendorf ging man mit kaiserlicher Genehmigung in den 1570er Jahren zu den alten Zunftverfassungen zurück. In den 1790er und 1800er Jahren wurden infolge der Umwälzungen der Französischen Revolution und des Reichsdeputationshauptschlusses die letzten bestehenden Zunftverfassungen z. B. in Zürich und Straßburg aufgehoben.